# Santa Ride!
Santa Ride! es un videojuego de carreras desarrollado y publicado por Invictus Games para Windows, iOS y Android. Fue lanzado en 2004 para Windows y más tarde en 2011 para iOS y Android.

## Jugabilidad
Santa Ride! es un juego de carreras donde el jugador tiene que ayudar a Santa y sus renos a recoger tantos regalos como sea posible en un minuto. Se puede deslizar en trineo por las esquinas y recolectar muchos regalos a la vez. Se suben puntos de rango y se recogen los regalos amarillos para la prórroga. Hay 11 vistas de cámara y una tecla para gritar Ho-ho-hoo! mientras corre.

## Recepción
Anbandonia Reloaded escribió: "Te debes a ti mismo probar este divertido juego. La única caída es el tamaño de archivo algo grande de 98 MB. Pero no es tan malo teniendo en cuenta la mayoría de los juegos hoy en día. Así que adelante, sea un niño nuevamente y disfrute del viaje en el trineo de Santa. Incluso podría llegar a la puntuación más alta".